# Брянский троллейбус
Бря́нский тролле́йбус — троллейбусная система общественного транспорта Брянска. Первые рейсы состоялись 3 декабря 1960 года. Работой системы заведует МУП «Брянское троллейбусное управление». Является одним из двух видов муниципального общественного транспорта Брянска, осуществляя перевозку 3,6 миллионов человек в полугодие.

## История

### Проектирование, строительство и открытие

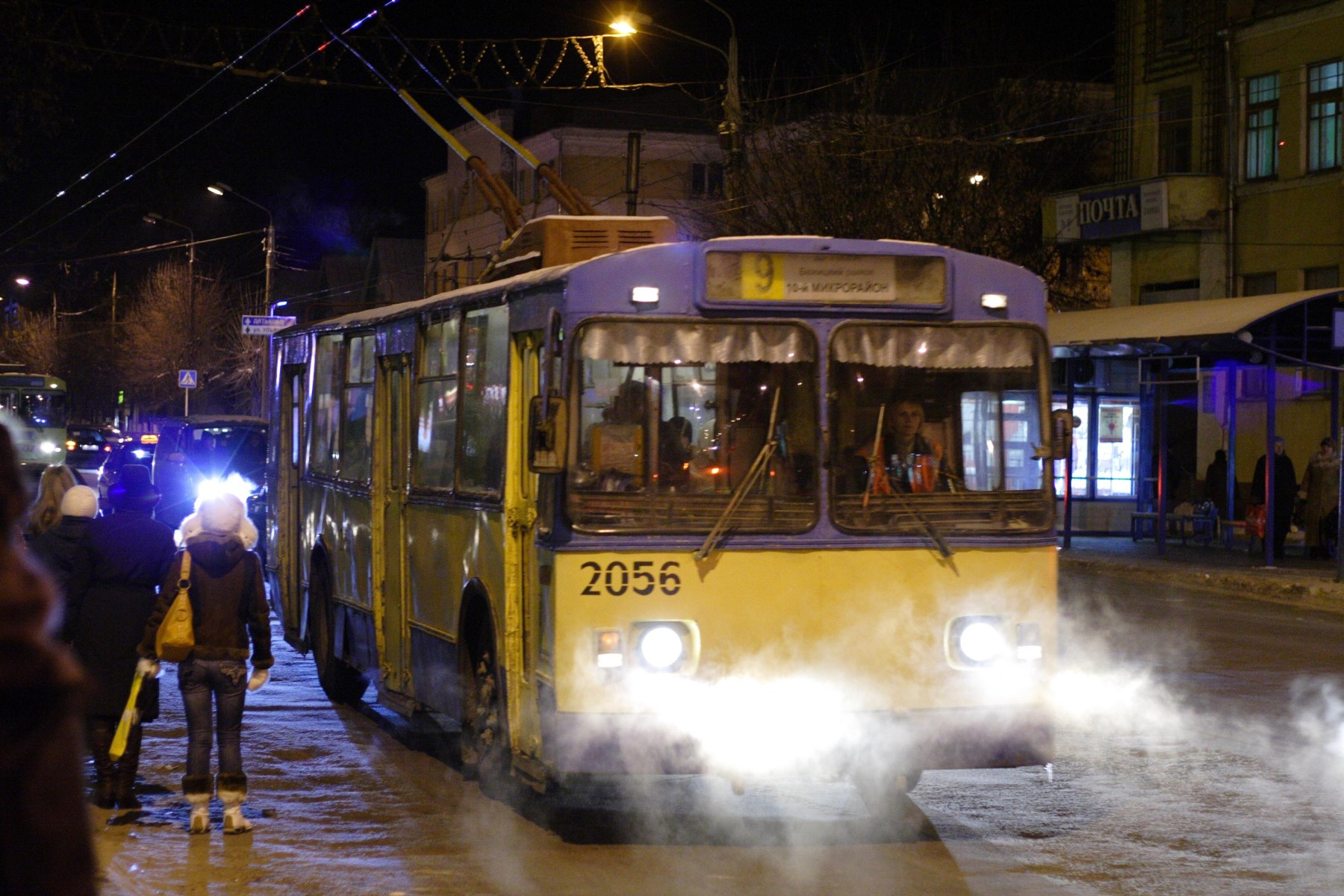
ЗиУ-682 № 2056 маршрута № 9 на остановке «Почта», 2007 год

В начале 1950-х годов Брянск стремительно увеличивался в размерах. Указом Президиума Верховного Совета РСФСР от 2 июня 1956 года город Бежица был присоединён к Брянску и стал Бежицким районом. Это событие привело к необходимости совершенно нового подхода к организации системы общественного транспорта. По послевоенному проекту восстановления города первоначально предполагалось создание в Брянске трамвайного депо на 32 вагона.
В 1957 году на окраине Советского района началась постройка троллейбусного депо на 50 машин (нынешнее депо № 1), создавалась инфраструктура, строилась первая тяговая подстанция. Большую помощь в строительстве оказывали предприятия других городов. 550 опор контактной сети поступили из Тулы. Оборудование и стройматериалы поставлялись из Запорожья, с Урала, из Москвы и Ташкента. Московские специалисты участвовали в наладке оборудования, обучали персонал. Директором троллейбусного депо стал герой Советского Союза А. В. Сидоров. Впоследствии депо № 1 было названо в его честь.
В 1960 году состоялось открытие Октябрьского моста через Десну, связавшего железнодорожный вокзал с Советским районом. Маршрут троллейбуса № 1 «Троллейбусное депо — Вокзал Брянск-I» пролёг через новый мост. 3 декабря 1960 года троллейбус по маршруту № 1 впервые прошёл по улицам города. Парк состоял из 5 машин типа МТБ-82Д, к концу декабря в Брянск прибыли ещё 6 машин.

#### 1960-е годы
В 1961 году завершилось строительство ещё одного железобетонного моста через Десну, «Чёрного моста», связавшего Советский и Фокинский районы. Через этот мост пролёг открытый в канун 1962 года маршрут № 2 «Вокзал Брянск-I — Мясокомбинат». В период с 1962 по 1963 годы троллейбус стремительно развивался — после строительства дамб через Судки и открытия Первомайского моста, связавшего Советский район с Бежицким, был открыт маршрут № 3 «Троллейбусное депо — Стальзавод», курсирующий между Советским и Бежицким районами, в 1963 году была построена линия до Телецентра, был пущен троллейбус, обслуживающий исключительно Советский район — маршрут № 4 «Телецентр — Дом одежды», построены три подстанции, действующие до сих пор. В связи с увеличившимся количеством машин и для расширения ремонтной базы в 1964 году начинается разработка проекта строительства троллейбусного депо № 2. Позднее, в 1966 году, со строительством линий, появились ещё два маршрута — № 5, курсировавший по Бежицкому району по маршруту «БМЗ — Силикатный завод», и № 6, пролегавший по маршруту «Троллейбусное депо — бульвар Щорса», начинается постройка депо № 2. Ближе к концу 1960-х до Телецентра был продлен маршрут № 1. Троллейбус пришёл во все районы города.

#### 1970-е годы
В 1970 году конструируется линия по ул. Литейной до нынешней ул. Дружбы, и уже в 1971 году открывается маршрут № 9 «БМЗ — Северная». В феврале 1972 года в Бежице было сдано в эксплуатацию троллейбусное депо № 2, рассчитанное на 100 машин, в этот же год строится линия до Камвольного комбината и открывается маршрут № 11 «БМЗ — Камвольный комбинат», через год строится линия от троллейбусного депо до Городищенского поворота по улицам Красноармейская, Авиационная и Объездная, создаются конечные остановки около Кургана Бессмертия и перед памятником Летчикам (ныне — ул. Крахмалёва). В первой половине 1970-х контактная сеть была смонтирована на участке улицы Степной от пересечения с улицей Бежицкой до аэропорта Брянск (сегодня — юридический факультет БГУ). Результатом этих изменений стали: продление маршрута № 6 до новой конечной около памятника Лётчикам, открытие сразу 3 новых маршрутов: маршрута № 7 «Аэропорт — ул. Крахмалёва», № 8 «Мясокомбинат — ул. Крахмалёва» и № 10 «Бежицкий рынок — Курган Бессмертия». В 1977 году происходит реконструкция депо № 1 с расчётом на содержание 100 машин. В 1978—1980 годах открывается конечные остановки «Центральный рынок» и «ул. Горбатова», маршрут № 3 укорачивается до Центрального рынка, маршруты № 6, 7 и 8 продлеваются до ул. Горбатова, а также открывается маршрут № 12 «Центральный рынок — Дружба».

#### Развитие в 1980—1990-х, достижение пика в 2000-х и начало стагнации
В 1981 году была создана линия по ул. Фокина и Советская, создаётся конечная остановка на Набережной, открывается маршрут № 13 «ул. Горбатова — Драмтеатр — Набережная», завершается создание действующей поныне маршрутной сети. В 1982 году построена линия к 10-му микрорайону в Бежицком районе и закрывается конечная у проходных БМЗ, троллейбус № 9 продлевается в новый микрорайон, троллейбусы № 5 и 11 становятся кольцевыми с разворотом у Больницы № 1, в том же году парк троллейбусов возрос до 188 пассажирских машин. К 1986 году были построены 9 из 11 ныне существующих тяговых подстанций, численность троллейбусов в Брянске достигает пика — эксплуатируются 211 электрических машин, перевозящих свыше 100 миллионов пассажиров ежегодно.

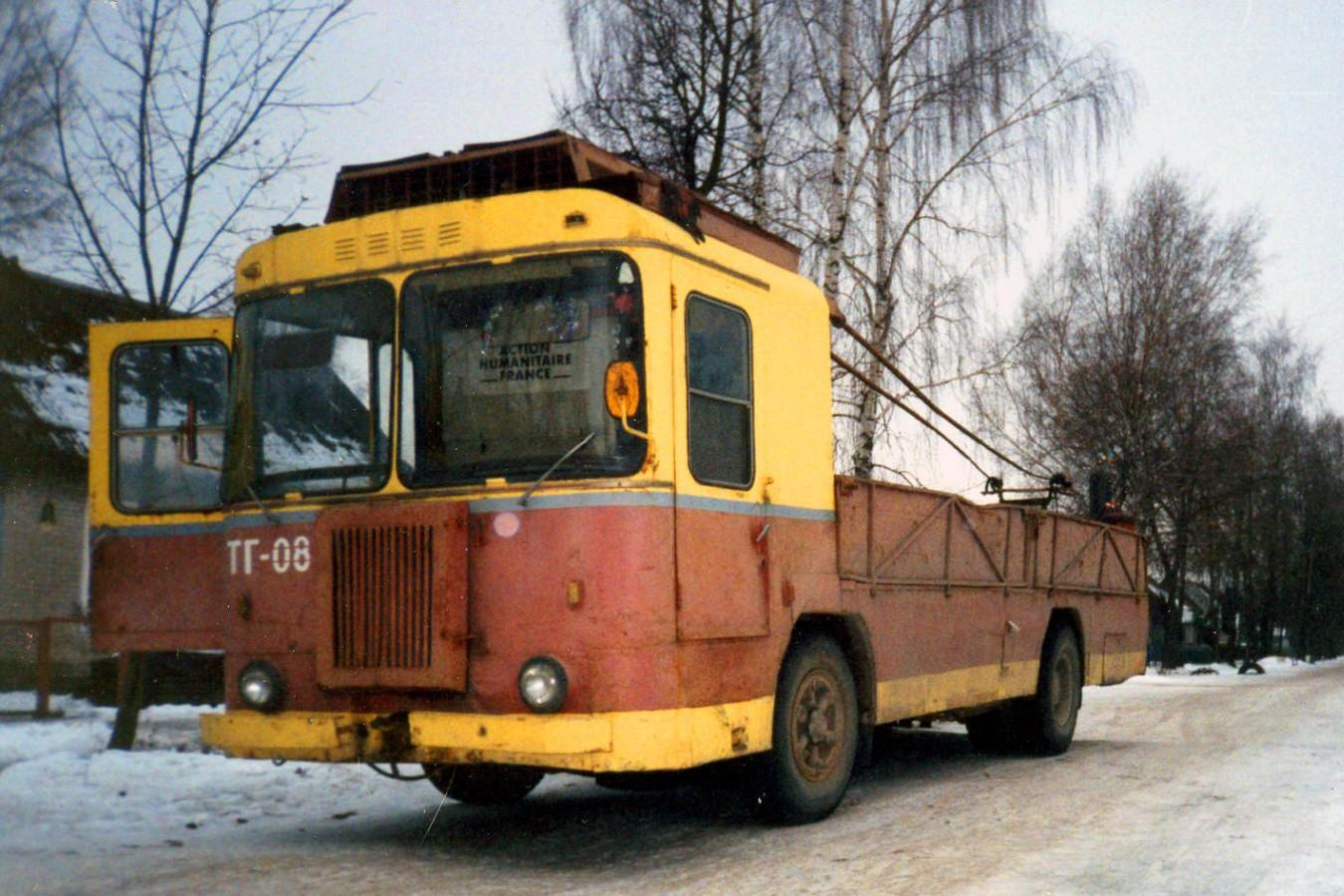
Грузовой троллейбус ТГ-08 в 2005 году

В 1987—1990 гг. завершились стройки двух подстанций и последней протяженной линии — по ул. XXII съезда КПСС, в 1990-х также были смонтированы также несколько коротких линий в Бежицком районе в рамках улучшения доступности общественного транспорта для пассажиров, но начинают закрываться маршруты, парк троллейбусов начинает сокращаться. Так, в 1994 году прекращают движение троллейбусы № 5 и 7, линия до Силикатного завода консервируется, в 1995 году создается новый маршрут троллейбуса — от Дружбы до Бежицкого рынка через ул. XXII съезда и ему присваивают номер 7. В 1999 году открываются первые маршруты, работающие только в часы пик: № 14 «10-й микрорайон — сквер Комсомольский — Центральный рынок», № 14с «10-й микрорайон — Курган Бессмертия — Центральный рынок».

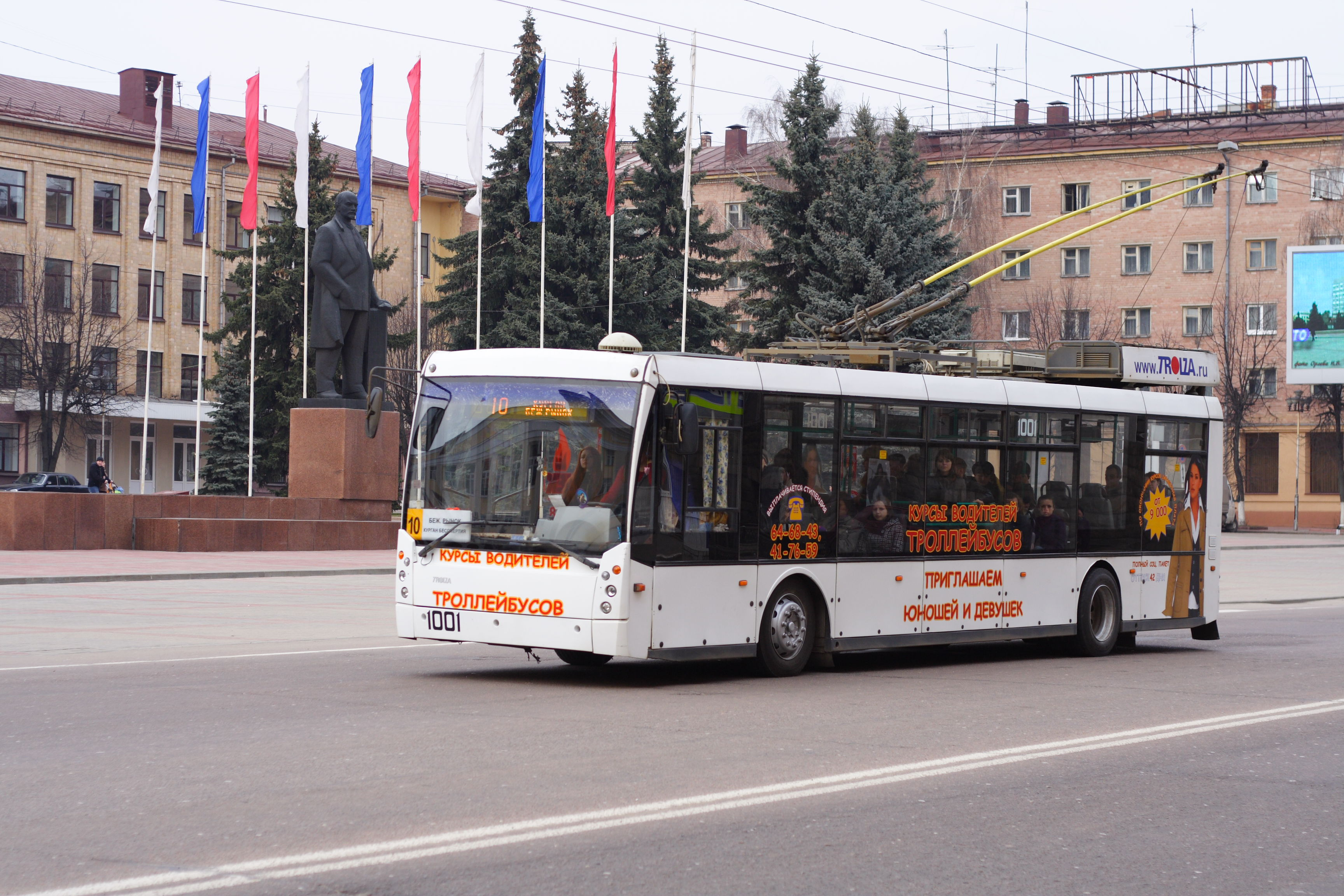
Тролза-5265.00 «Мегаполис» на площади Ленина, 2008 год

В середине 2000-х достигается пик перевозок пассажиров — 200 миллионов пассажиров, ежедневно троллейбус перевозил население всего Брянска — 450 тысяч человек. Начинаются первые эксперименты: в 2004 году вводятся два новых маршрута — № 15 «ул. Горбатова — ул. Горбатова (кольцевой, через драмтеатр и автовокзал)» и № 16 «Больница № 1 — Дружба». Их особенностью стал проезд без льгот, но долго коммерческие маршруты не просуществовали: маршрут № 16 был закрыт в том же году, маршрут № 15 лишился безльготного статуса и проработал до 2008 года. В 2008 году происходит последнее крупное обновление подвижного состава — 17 машин и открывается маршрут № 12 «Дружба — ул. XXII съезда КПСС — Телецентр».

Карта троллейбусных маршрутов Брянска в 2021—2022 гг.

#### 2010-е годы, сокращение троллейбусного движения, угроза закрытия
В эти годы обновление подвижного состава практически не велось: длительное время большинством эксплуатируемых машин являлись представители устаревших моделей семейства ЗиУ-682 и его клонов, количество машин, списывающихся с баланса троллейбусного управления, не покрывалось закупками нового подвижного состава: в 2013—2014 годах в последний раз городом было закуплено 7 новых, современных машин, в 2017 году было получено из Москвы в рамках гуманитарной помощи 14 бывших в эксплуатации троллейбусов устаревших моделей — АКСМ-201, ЗиУ-682ГМ1 и Тролза-5275.05 «Оптима», в то время как только за 2019—2021 годы было списано 29 машин. Сокращается доля перевозок пассажиров троллейбусами, а вслед за ней и количество маршрутов: если в середине 2000-х было 11 регулярных маршрутов при 200-миллионном пассажиропотоке, то сейчас, при 4 миллионах перевезенных пассажиров, их осталось всего 7, но и те на большей части трасс дублированы автобусами. Подвижной состав троллейбусного управления ежегодно сокращается по сравнению с пиковыми значениями 1986 года: с 211 штук до 90 в 2021 году. Из эксплуатируемого в Брянске подвижного состава . Это вызвано тем, что подвижной состав Брянск закупал за собственный счёт, а не при помощи государственных программ.

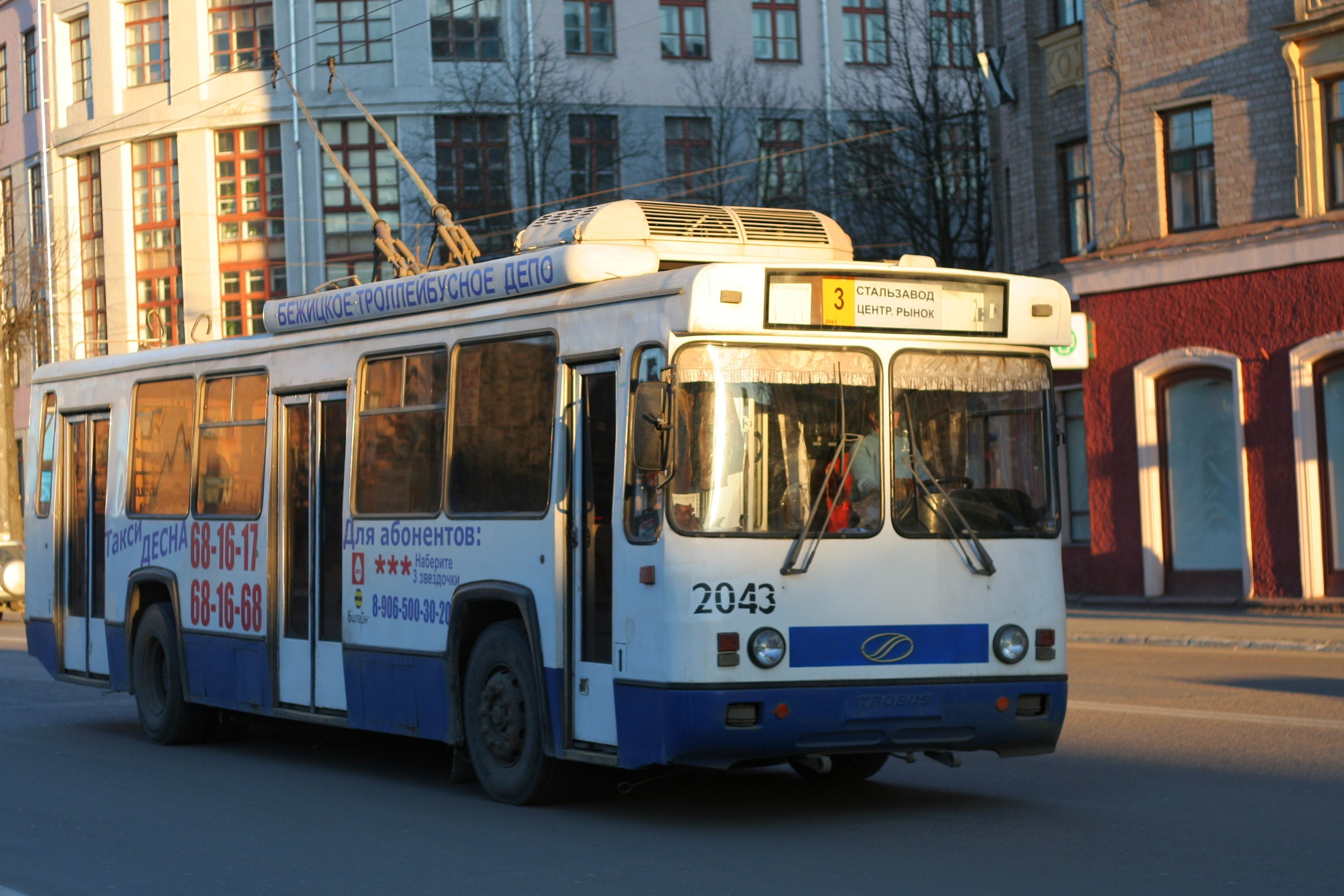
БТЗ-5276-04 № 2043 маршрута № 3 на Площади Ленина, 2008 год

В связи с ускоренным стихийным развитием в городе маршрутных перевозок по нерегулируемым тарифам, осуществляемых автобусами особо малого класса, которые являются прямыми конкурентами муниципального общественного транспорта, в том числе и троллейбусов, в феврале 2011 года МУП «БТУ» в рамках эксперимента самостоятельно закупило автобусы особо малого класса марки «Ford» и заменило ими часть троллейбусов на городских маршрутах. Стоимость машин была сравнима со стоимостью нового троллейбуса, но руководство города и троллейбуса объясняло этот шаг снижением пассажиропотока в электрическом муниципальном транспорте и утверждало, что микроавтобусы были приобретены не взамен троллейбусов, а как дополнение к ним. В итоге эксперимент не удался: в 2016 году все микроавтобусы были сняты с маршрутов, некоторые переоборудованы в социальные такси, некоторые проданы, а в 2021 году были списаны оставшиеся машины.
В 2016 году в рамках программы сокращения расходов МУП «БТУ» троллейбусное депо № 2 прекратило свою работу и было законсервировано (в 2019 году окончательно закрыто, контактная сеть демонтирована, площадка и здания переданы МБУ «Дорожное управление г. Брянска»), многие маршруты были пересмотрены: был закрыт маршрут № 10, маршрут № 3 стал ходить до ул. Горбатова, а маршрут № 1 — до бульвара Щорса, подвижной состав был передан на обслуживание депо № 1 без смены нумерации.
В 2019—2021 гг. Брянской городской администрацией и Правительством Брянской области проводились попытки на условиях льготного лизинга в программе обновления общественного транспорта по НП «БКД» получить новые троллейбусы, но все заявки окончились неудачами, при этом за счёт бюджета города и области ежегодно пополнялся дизельными автобусами парк автобусного предприятия.

## Современное состояние

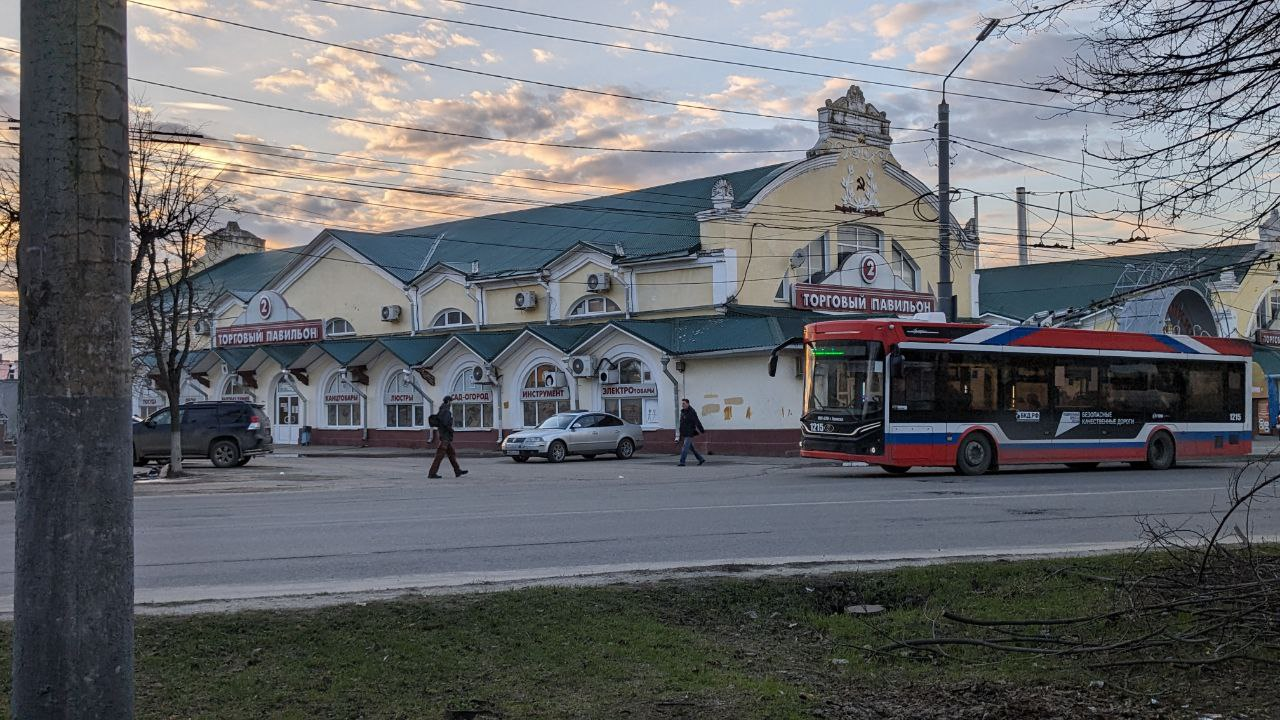
ПКТС-6281 «Адмирал» у второго павильона Бежицкого рынка, город Брянск, 2024 год

На 2024 год на балансе МУП «Брянское троллейбусное управление» имеется 106 троллейбусов, из которых 100 — в постоянной эксплуатации, на маршруты выходит 84 машины по будням, 69 — по выходным, имеется 6 учебных троллейбусов: 3 ЗиУ-682Г-016.05 и 3 тролза 5275.03 "Оптима". Также в парк троллейбусного управления входит автотранспортная и служебная техника, до 2013 года имелся парк из нескольких грузовых троллейбусов типов КТГ-1 и КТГ-2. Движение по маршрутам обеспечивают 11 тяговых подстанций. По улицам города протянулись 149,7 километров контактных сетей.

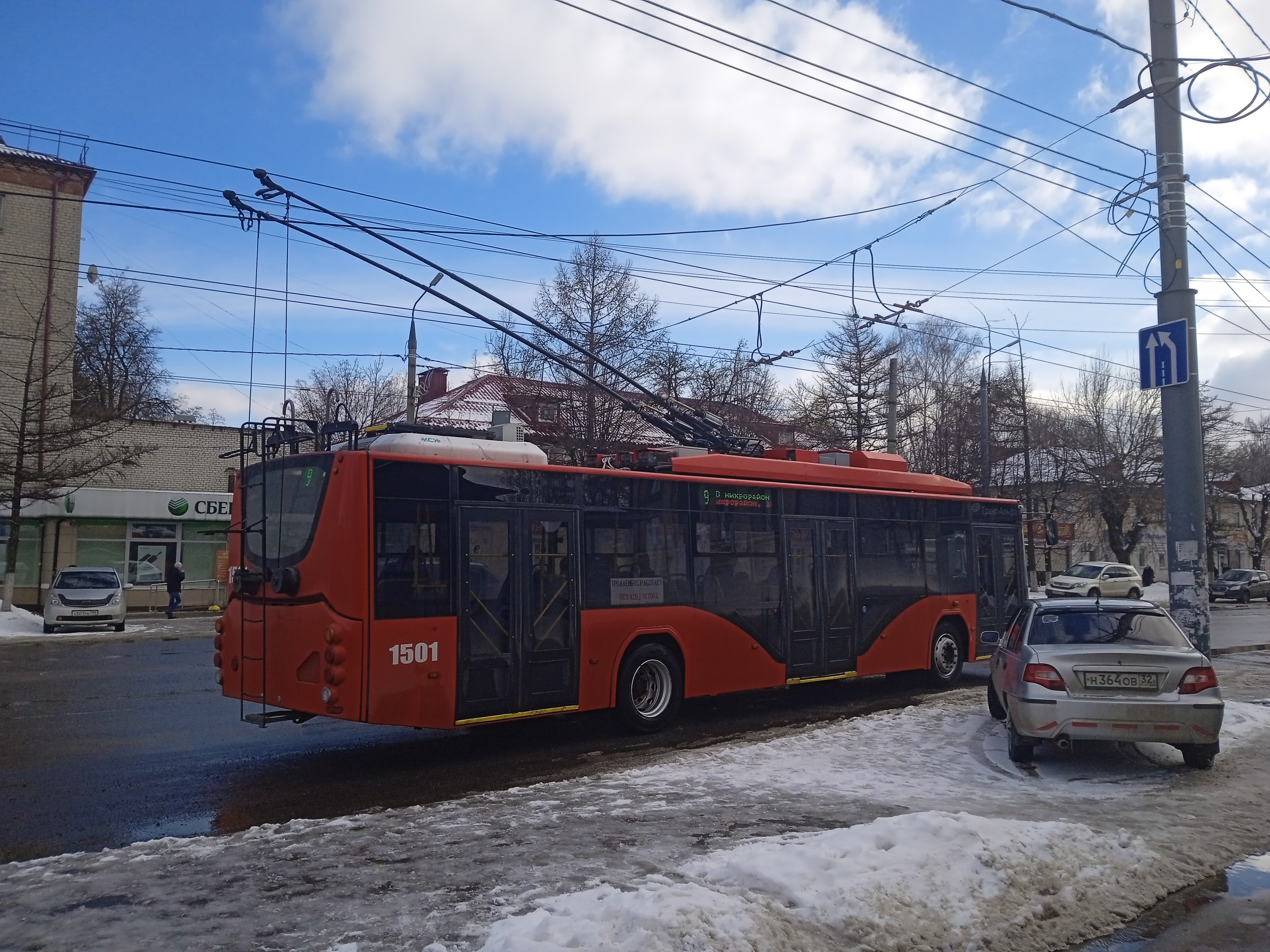
ВМЗ-5298.01 «Авангард» отправляется от Бежицкого рынка, 2023 год

В 2021 году Брянской области удалось защитить перед Правительственной комиссии по региональному развитию в РФ проект полной реконструкции троллейбусного сообщения в Брянске. По данному проекту были проложены 84 км кабельных линий, 85 км контактных сетей, заменены около 350 троллейбусных опор, реконструированы 6 тяговых подстанций, в 3 этапа закуплены 100 новых троллейбусов, и 9 единиц специальной автотранспортной техники, а также проведена реконструкция депо. По расчётам МУП «БТУ», эти меры позволят увеличить пассажиропоток в троллейбусах в 2,5 раза.
| Эксплуатируемые троллейбусы в Брянске: | Эксплуатируемые троллейбусы в Брянске: |
| Модель                                 | Количество                             |
| -------------------------------------- | -------------------------------------- |
| ПКТС-6281 «Адмирал»                    | 64                                     |
| ВМЗ-5298.01 «Авангард»                 | 36                                     |
| ТролЗа-5275 «Оптима»                   | 3 (служебный)                          |

В марте 2022 года завершился 1 этап закупки на 34 троллейбуса — победителем аукциона стало АО «Транс-Альфа», модель ВМЗ-5298.01 «Авангард», которые должны были поступить к июлю 2022 года. На сэкономленные в результате аукциона денежные средства было дополнительно закуплено ещё 2 троллейбуса этой же модели. В итоге, АО «Транс-Альфа» не справилось с заказом вовремя, изготовив к сентябрю 2022 года для Брянска только 4 троллейбуса из 36, полностью контракт был исполнен в октябре 2023 года. Поставленные троллейбусы получили нумерацию, начиная с 1500.
Кроме того, в 2022 году Брянск прошёл конкурсный отбор на обновление подвижного состава в рамках НП «БКД», что дало возможность в 2022—2024 гг. получить 41 троллейбус на условиях льготного лизинга, существенно сэкономив средства бюджета предприятия, города и области, 14 из них были получены в декабре 2022 года, 17 машин ожидаются к получению в сентябре 2023 года и 10 машин — в декабре, поставщиком станет «ПК Транспортные системы». Троллейбусы модели ПКТС-6281 «Адмирал», полученные по льготному лизингу, работают и будут работать исключительно на магистральных маршрутах города: № 14 (с января 2023), № 12 (с октября 2023), № 13 (с января 2024), кроме того, они получают нумерацию, соответствующую номеру их маршрута: начиная с 1200 — для маршрута № 12, с 1300 — на маршрут № 13 и с 1400 — для маршрута № 14. Также в рамках коммерческого лизинга город получил троллейбусы модели ПКТС-6281 «Адмирал» с присвоением нумерации, начиная с 1600 (некоторые троллейбусы этой модели на 13-м маршруте сохранили за собой номер в формате 13xx). Эти машины не будут привязаны к определённому маршруту, а будут равномерно распределены по всем существующим.

## Маршруты
С 1 мая 2022 года город перешел на обслуживание троллейбусных перевозок путём брутто-контракта, в соответствии с действующим контрактом в Брянске работает 8 регулярных маршрутов электрического транспорта. Троллейбусы на большинстве маршрутов работают с 6 до 22 часов с интервалами в 15-20 минут, в часы пик до 10 минут, в выходные дни с 7 до 21 часа с интервалами в 20—30 минут, маршруты № 12, № 13 и № 14 являются магистральными.
| Список троллейбусных маршрутов ( 2024 )    | Список троллейбусных маршрутов ( 2024 ) | Список троллейбусных маршрутов ( 2024 ) | Список троллейбусных маршрутов ( 2024 ) | Список троллейбусных маршрутов ( 2024 ) | Список троллейбусных маршрутов ( 2024 ) | Список троллейбусных маршрутов ( 2024 ) |
| №                                          | Начальный пункт                         | Конечный пункт                          | Время работы по будням                  | Длина маршрута, в среднем               | Дата открытия                           | Путь следования и примечания |
| №                                          | Начальный пункт                         | Конечный пункт                          | Время работы по выходным                | Длина маршрута, в среднем               | Дата открытия                           | Путь следования и примечания |
| Регулярные маршруты                        | Регулярные маршруты                     | Регулярные маршруты                     | Регулярные маршруты                     | Регулярные маршруты                     | Регулярные маршруты                     | Регулярные маршруты |
| ------------------------------------------ | --------------------------------------- | --------------------------------------- | --------------------------------------- | --------------------------------------- | --------------------------------------- | --- |
| 1                                          | бульвар Щорса                           | Телецентр                               | с 6:45 до 20:00 с 7:10 до 19:40         | 16,6 км                                 | 03.12.1960                              | Бульвар Щорса → улица Королёва → улица Гоголя → Стадион Брянских партизан → Школа № 46 → м-н Восход → Володарский рынок → улица Никитина → Вокзал Брянск-I → Бассейн → Памятник Артиллеристам → Больница → Завод Брянский арсенал → Покровская гора → Набережная → Сквер Кравцова → улица Урицкого → Площадь Партизан → Автовокзал → Таксопарк → Комсомольский сквер → Типография → Фабрика Десна → Фабрика Химчистка → Тубдиспансер → Областная больница → Центр микрохирургии глаза → Детская областная больница → ГТРК Брянск → Телецентр Прим.: до 1 августа 2016 года проходил от остановки Телецентр до вокзала Брянск-I, с 1 августа 2016 года продлен до бульвара Щорса, остановку «Вокзал Брянск-I» проходит в обоих направлениях. |
| 2                                          | Мясокомбинат                            | Вокзал Брянск-1                         | с 6:00 до 0:15                          | 9,71 км                                 | 31.12.1961                              | Мясокомбинат → По требованию → Завод Литий → Школа № 28 → Завод Сельмаш → улица Менжинского → ДК Железнодорожников → Брянск-2 → Школа № 51 → Западная улица → Линия-2 → Памятник танкистам → Красноармейская улица → Фабрика РТИ → Набережная → Покровская гора → Завод «Брянский Арсенал» → Больница → Памятник артиллеристам → Бассейн → Вокзал Брянск-I Прим.: в период с 1995 до 2024 гг. маршрут следовал по укороченной трассе до ост. «Набережная», до 2006 года такой маршрут имел нумерацию 2К. |
| 7                                          | Мясокомбинат                            | Юридический факультет БГУ               | с 6:40 до 21:50 с 6:40 до 22:00         | 14,6 км                                 | 2011                                    | Мясокомбинат → По требованию → Завод Литий → Школа № 28 → Завод Сельмаш → улица Менжинского → ДК Железнодорожников → Брянск-2 → Школа № 51 → Западная улица → Линия-2 → Памятник танкистам → Красноармейская улица → Фабрика РТИ → улица Урицкого → Площадь Партизан → Кинотеатр Родина → Дворец им. Ю. Гагарина → Площадь Ленина → Площадь Революции → Гостиница Брянск → Школа № 1 → улица 3-го Июля → Противопожарный центр → Бассейн «Динамо» → Курган Бессмертия → БГУ → Больница № 4 → Юридический факультет БГУ Прим.: возобновил работу по будним дням с 9 января 2024 года. В годы эксплуатации перевозчиком автобусов малой вместимости существовал как подвозочный маршрут № 84. По сообщениям Брянской городской администрации, маршрут № 7 осенью-зимой 2024—2025 гг. будет продлен до ост. «Стадион Десна» через ул. Бежицкую, Ульянова, Куйбышева, III Интернационала, Литейную, Кромскую, Молодой Гвардии. |
| 8                                          | Мясокомбинат                            | Телецентр                               | с 6:10 до 18:50                         | 15,65 км                                | 2004                                    | Мясокомбинат → По требованию → Завод Литий → Школа № 28 → Завод Сельмаш → улица Менжинского → ДК Железнодорожников → Брянск-2 → Школа № 51 → Западная улица → Линия-2 → Памятник танкистам → Красноармейская улица → Фабрика РТИ → улица Урицкого → Площадь Партизан → Автовокзал → Таксопарк → Комсомольский сквер → Типография → Фабрика Десна → Фабрика Химчистка → Тубдиспансер → Областная больница → Центр микрохирургии глаза → Детская областная больница → ГТРК Брянск → Телецентр Прим.: в 2000-х годах данный маршрут существовал под номером 12. |
| 9                                          | Камвольный комбинат                     | 10-й микрорайон                         | с 6:20 до 22:05 с 7:00 до 21:10         | 12,15 км                                | 1971                                    | В сторону 10-го микрорайона: Камвольный комбинат → Проходные БКК → Швейная фабрика → Автоколонна → БМК → Хлебозавод → Дружба → ДК Медведева → м-н Мечта → Проходные Стальзавода → Стальзавод → Кинотеатр → Петровская улица → Бежицкий рынок → Универмаг → Ателье Березка → ДШИ имени Николаевой → Спортманеж → улица Брянской Пролетарской Дивизии → Московский микрорайон → Памятник болгарским патриотам → м-н Стимул → 10-й микрорайон В сторону Камвольного комбината: 10-й микрорайон → м-н Стимул → Памятник болгарским патриотам → Московский микрорайон → улица Брянской Пролетарской Дивизии → БМЗ → Стоматологическая поликлиника → БГТУ → Почта → Бежицкий рынок → Петровская улица → Кинотеатр → Стальзавод → Троллейбусное депо № 2 → м-н Мечта → ДК Медведева → Дружба → Хлебозавод → Автоколонна → Швейная фабрика → Проходные БКК → Камвольный комбинат Прим.: до 7 октября 2018 года конечным пунктом была ост. «Дружба». По выходным дням работал по нынешнему пути следования как маршрут № 9Д. |
| 11                                         | Камвольный комбинат                     | 10-й микрорайон                         | с 6:40 до 21:30 с 7:20 до 20:30         | 12,15 км                                | 1972                                    | В сторону 10-го микрорайона: Камвольный комбинат → Проходные БКК → Швейная фабрика → Автоколонна → БМК → Хлебозавод → Дружба → ДК Медведева → м-н Мечта → Проходные Стальзавода → Стальзавод → Кинотеатр → Петровская улица → Бежицкий рынок → Почта → улица Куйбышева → БМЗ → Московский микрорайон → Памятник болгарским патриотам → м-н Стимул → 10-й микрорайон В сторону Камвольного комбината: 10-й микрорайон → м-н Стимул → Памятник болгарским патриотам → Московский микрорайон → Спортманеж → ДШИ имени Николаевой → Ателье Березка → Почта → Бежицкий рынок → Петровская улица → Кинотеатр → Стальзавод → Троллейбусное депо № 2 → м-н Мечта → ДК Медведева → Дружба → Хлебозавод → Автоколонна → Швейная фабрика → Проходные БКК → Камвольный комбинат Прим.: до 7 октября 2018 года был кольцевым, трасса пролегала от Камвольного комбината, через Бежицкий рынок, улицу Куйбышева, ДШИ им. Николаевой и до Камвольного комбината. |
| 12                                         | Телецентр                               | Камвольный комбинат                     | с 5:50 до 23:50 с 6:25 до 23:45         | 20,4 км                                 | 01.09.2008                              | В сторону Камвольного комбината: Телецентр → ГТРК Брянск → Детская областная больница → Центр микрохирургии глаза → Областная больница → Тубдиспансер → Фабрика Химчистка → Фабрика Десна → Типография → м-н Заря → Завод Кремний → улица Крахмалёва → м-н Для Вас → Универсам → Переулок Пилотов → По требованию → ТРЦ Аэропарк → Городищенский поворот → Памятник болгарским патриотам → Московский микрорайон → улица Брянской Пролетарской Дивизии → БМЗ → Музей братьев Ткачёвых → Типография → Бежицкая автостанция → Бежицкий рынок → Универмаг → Школа № 11 → м-н № 38 → улица Металлистов → Спортшкола → Литейная улица → Стальзавод → Троллейбусное депо № 2 → м-н Мечта → ДК Медведева → Дружба → Хлебозавод → Автоколонна → Швейная фабрика → Проходные БКК → Камвольный комбинат В сторону Телецентра: Камвольный комбинат → Проходные БКК → Швейная фабрика → Автоколонна → БМК → Хлебозавод → Дружба → ДК Медведева → м-н Мечта → Проходные Стальзавода → Стальзавод → Литейная улица → Спортшкола → улица Металлистов → м-н № 38 → Школа № 11 → Ателье Березка → ДШИ имени Николаевой → Спортманеж → улица Брянской Пролетарской Дивизии → Городищенский поворот → ТРЦ Аэропарк → По требованию → Переулок Пилотов → 5-й микрорайон → ТЦ Айсберг → Линия-1 → Улица Крахмалёва → Завод Кремний → м-н Заря → Типография → Фабрика Десна → Фабрика Химчистка → Тубдиспансер → Областная больница → Центр микрохирургии глаза → Детская областная больница → ГТРК Брянск → Телецентр Прим.: до 23 мая 2009 года конечным пунктом была остановка «Дружба». С 1 октября 2023 года на маршруте используются троллейбусы марки ПКТС-6281 «Адмирал», введён график магистрального маршрута. |
| 13                                         | бульвар Щорса                           | улица Горбатова                         | с 5:55 до 0:00 с 6:00 до 23:10          | 15,5 км                                 | 1981                                    | Бульвар Щорса → улица Королёва → улица Гоголя → Стадион Брянских партизан → Школа № 46 → Магазин Восход → Володарский рынок → сквер им. В. И. Ленина → Вокзал Брянск-I → Бассейн → Памятник Артиллеристам → Больница → Завод Брянский арсенал → Покровская гора → Набережная → Сквер Кравцова → улица Урицкого → Кинотеатр Родина → Драмтеатр → Школа № 2 → Издательство Брянский рабочий → Университет МВД → улица Тютчева → Областная ГИБДД → Славянский микрорайон → улица Костычева → Памятник Летчикам → м-н Для Вас → улица Горбатова Прим.: с 1 января 2024 года на маршруте используются троллейбусы марки ПКТС-6281 «Адмирал», введён график магистрального маршрута. До 1 сентября 2012 года конечной остановкой была «Набережная». |
| 14                                         | 10-й микрорайон                         | Юридический факультет БГУ               | с 6:05 до 22:55                         | 15,65 км                                | 14.09.1999                              | 10-й микрорайон → м-н Стимул → Памятник болгарским патриотам → Городищенский поворот → ТРЦ Аэропарк → По требованию → Переулок Пилотов → 5-й микрорайон → ТЦ Айсберг → Линия-1 → Улица Крахмалёва → Завод Кремний → м-н Заря → Комсомольский сквер → Таксопарк → Автовокзал → Кинотеатр Родина → Дворец им. Ю. Гагарина → Площадь Ленина → Площадь Революции → Гостиница Брянск → Школа № 1 → Улица 3-го Июля → Противопожарный центр → Бассейн «Динамо» → Курган Бессмертия → БГУ → Больница № 4 → Юридический факультет БГУ Прим.: до 1 июня 2018 года конечным пунктом была остановка «Центральный рынок». С 1 января 2023 года на маршруте используются троллейбусы модели ПКТС-6281 «Адмирал», введён график магистрального маршрута. |
| Маршруты, работающие по определенным часам |                                         |                                         |                                         |                                         |                                         | |
| 4                                          | бульвар Щорса                           | Юридический факультет БГУ               |                                         | 16,9 км                                 | 17.09.1963                              | Бульвар Щорса → Улица Королёва → Улица Гоголя → Стадион Брянских партизан → Школа № 46 → Магазин Восход → Володарский рынок → Улица Никитина → Вокзал Брянск-I → Бассейн → Памятник Артиллеристам → Больница → Завод Брянский арсенал → Покровская гора → Набережная → Сквер Кравцова → Улица Урицкого → Площадь Партизан → Кинотеатр Родина → Площадь Ленина → Площадь Революции → Гостиница Брянск → Школа № 1 → Улица 3-го Июля → Противопожарный центр → Бассейн «Динамо» → Курган Бессмертия → БГУ → Больница № 4 → Юридический факультет БГУ Прим.: наибольший период существования трасса маршрута пролегала от Телецентра до Кургана Бессмертия. В 2012 году был продлён до Юрфака БГУ. С января 2019 года регулярное движение было прекращено. С 19 октября 2020 года трасса маршрута стала пролегать от Юрфака БГУ до бульвара Щорса. Работает по будням в часы пик. |

#### Закрытые маршруты
Ранее существовали, но были закрыты по различным причинам следующие маршруты:
| №   | Начальный пункт   | Конечный пункт            | Дата открытия | Дата закрытия | Причина закрытия |
| --- | ----------------- | ------------------------- | ------------- | ------------- | --- |
| 3   | улица Горбатова   | Стальзавод                | 21.12.1962    | 01.05.2022    | Закрыт в связи с переходом перевозчика на брутто-контракт и в связи с дублированием маршрута муниципальным автобусом. До 2016 года конечной остановкой была ост. «Центральный рынок» вместо ост. «улица Горбатова». |
| 5   | Силикатный завод  | Больница № 1              | 1966          | 1994          | До 1982 года конечной станцией вместо остановки «Больница № 1» была остановка «БМЗ». Следовал через Бежицкий рынок и улицу Куйбышева. Закрыт в связи с дублированием маршрутами муниципального транспорта. В настоящее время ост. «Больница № 1» переименована в «ДШИ им. Николаевой». |
| 5   | 10-й микрорайон   | Центральный рынок         | 14.09.1999    | 01.05.2022    | Закрыт в связи с переходом перевозчика на брутто-контракт. |
| 6   | 10-й микрорайон   | бульвар Щорса             | 30.12.1966    | 31.12.2023    | Закрыт в связи с возобновлением работы маршрута № 13 в качестве магистрального и в связи с дублированием маршрута муниципальным автобусом. С 2016 года стал проходить через вокзал в обоих направлениях. До 2021 года конечной остановкой вместо ост. «10-й микрорайон» была ост. «улица Горбатова». Во время ремонта дороги по улице Объездной непродолжительное время следовал по временной трассе «10-й микрорайон — Курган Бессмертия — бульвар Щорса» |
| 7   | Аэропорт          | улица Горбатова           | 1976          | 1994          | Следовал через Курган Бессмертия, площадь Ленина, Автовокзал. Закрыт в связи с переносом аэропорта за границу города. В настоящее время ост. «Аэропорт» переименована в «Юридический факультет БГУ». |
| 7   | 10-й микрорайон   | Камвольный комбинат       | 1995          | 05.2009       | Следовал через Бежицкую автостанцию и улицу XXII съезда КПСС, закрыт из-за введения нынешнего маршрута № 12. Был восстановлен на время ремонта улицы Авиационной в 2019 году. |
| 7   | 10-й микрорайон   | Камвольный комбинат       | 14.09.2019    | 29.10.2019    | Следовал через Бежицкую автостанцию и улицу XXII съезда КПСС, закрыт из-за введения нынешнего маршрута № 12. Был восстановлен на время ремонта улицы Авиационной в 2019 году. |
| 8   | Мясокомбинат      | улица Горбатова           | 1973          | 2009          | Следовали по пр-ту Московскому и ул. Красноармейской, работали в часы пик, закрыты в связи с дублированием маршрута муниципальным автобусом. |
| 8К  | Мясокомбинат      | Центральный рынок         | 1973          | 2016          | Следовали по пр-ту Московскому и ул. Красноармейской, работали в часы пик, закрыты в связи с дублированием маршрута муниципальным автобусом. |
| 10  | Бежицкий рынок    | Юридический факультет БГУ | 1973          | 2016          | Закрыты в рамках программы экономии средств МУП «БТУ». |
| 10К | Бежицкий рынок    | Центральный рынок         | 1993          | 2016          | Закрыты в рамках программы экономии средств МУП «БТУ». |
| 12  | Центральный рынок | Дружба                    | ок. 1979      | до 2000       | Следовал по ул. Красноармейской, Объездной, Куйбышева, через Бежицкий рынок. |
| 15  | Центральный рынок | улица Горбатова           | 10.06.1999    | 31.12.2022    | Закрыт в связи с перераспределением выпуска машин на маршруты в 2023 году и восстановлением работы маршрута № 13. В 2021 году непродожительное время работал по трассе «Телецентр — Драмтеатр — ул. Горбатова», следуя через Центральный рынок в направлении ул. Горбатова. |
| 16  | Больница № 1      | Дружба                    | 09.2004       | 12.2004       | Кольцевой, работал как экспериментальный маршрут без льгот. |
| 20  | Курган Бессмертия | Стальзавод                | 29.09.2006    | 03.2007       | Следовал через площадь Ленина, Автовокзал, Бежицкий рынок, улицу Куйбышева, был открыт на время ремонта Литейного путепровода. |
| 70  | Курган Бессмертия | Курган Бессмертия         | 29.09.2006    | 12.2007       | Кольцевой. Следовал через площадь Ленина, Автовокзал, Бежицкий рынок, улицу XXII съезда КПСС, Стальзавод, ат. «Березка», Автовокзал; был открыт на время ремонта Литейного путепровода. Нумерация означала объединение в одном маршруте троллейбусов маршрутов № 7 и № 10. |
| 84  | Мясокомбинат      | Больница № 4              | 2011          | 2016          | Закрыты в связи с окончанием эксплуатации автобусов малой вместимости МУП «БТУ». |
| 84К | улица О. Кошевого | Юридический факультет БГУ | 2011          | 2016          | Закрыты в связи с окончанием эксплуатации автобусов малой вместимости МУП «БТУ». |
| 95  | 10-й микрорайон   | Силикатный завод          | 13.11.2006    | 04.2007       | Был открыт на время ремонта Литейного путепровода; нумерация означала объединение в одном маршруте троллейбусов маршрутов № 9 и № 5. |

## Конечные станции

### Действующие
- Мясокомбинат. Действует с 1961 года, третья по дате постройки конечная брянских троллейбусов, для маршрута № 2 является бессменной, со дня открытия данного маршрута. Конечная оборудована диспетчерским пунктом, ранее имелась отдельная площадка для отстоя машин с служебным ответвлением контактной сети. Используется маршрутами № 2, № 7 и № 8.
- Бульвар Щорса. Существует с 1967 года, используется троллейбусами № 1 и № 13. Имеется площадка для отстоя, в 2023—2024 гг. будет построена диспетчерская. В 2021 году конечная отремонтирована по НП «БКД».
- Телецентр. Существует с 1963 года, используется троллейбусами № 1, № 8 и № 12. Имеется площадка для отстоя, но отсутствует диспетчерская.
- 10-й микрорайон. Существует с 1982 года, используется троллейбусами № 9, № 11 и № 14. Имеется площадка для отстоя, в 2023—2024 гг. будет построена диспетчерская[источник не указан 580 дней].
- Камвольный комбинат. С 1972 года используется троллейбусом № 11, в 2009 до неё был продлён троллейбус № 12, а в 2018 — маршрут № 9. Оборудована диспетчерской и площадкой для отстоя машин. На разделительном барьере установлена стела «Серп и молот».
- Юридический факультет БГУ (до 1994 — Аэропорт). Используется троллейбусами № 7 и № 14. Имеется действующая диспетчерская, в 2021 году конечная отремонтирована по НП «БКД» в составе ул. Степной.
- Улица Горбатова (без кольца). Сохранена разводка контактной сети с возможностью отстоя машин, имеется диспетчерская. Используется маршрутом № 13.
- Вокзал «Брянск-I». Одна из первых конечных станций троллейбуса в Брянске и одно из первых разворотных колец. Первоначально, по плану 1960 года, контактная сеть была расположена по правой стороне привокзальной площади, ближе к зданию вокзала, но позднее была перенесена влево, к скверу. Высадка пассажиров производилась прямо на дорогу. В период с 2016 до 2024 года остановка существовала только в качестве линейной. В 2021 году повторно реконструирована в близком к первоначальному варианте, в настоящее время является конечной для маршрута № 2. Диспетчерский пункт отсутствует.

### Закрытые
- Троллейбусное депо № 1. Вместе с кольцом на вокзале Брянск-I — самое первое разворотное кольцо в г. Брянске. Как конечная станция просуществовала до ввода в эксплуатацию линии по проспекту Станке-Димитрова в начале 1970-х, в разные годы использовалась маршрутами № 1, 3, 4 и 6. С того момента и до 2016 года как кольцо не использовалось, но контактная сеть была сохранена с перекидкой штанг. В 2016 году проводилась реконструкция перекрёстка улицы Красноармейской и проспекта Станке-Димитрова с созданием разворотного кольца. В настоящее время движение троллейбусов осуществляется через кольцо, присутствует возможность разворота во всех направлениях.
- Противопожарный центр (ранее — Радиотовары, Дом одежды). Первоначально — конечная маршрута № 4. После появления конечной на Кургане Бессмертия и продления маршрута № 4 использовалось маршрутом № 3 в дни праздничных мероприятий, когда движение по центру города было закрыто. На данный момент контактная сеть демонтирована.
- Улица Крахмалёва. Контактная сеть используется проходящими маршрутами. До ввода линии по улице Горбатова использовалось маршрутами № 6, 7 и 8.
- БМЗ. Закрыта 17 июня 1982 в связи с появлением линии до 10-го микрорайона. Существовавшие маршруты были продлены либо до новой конечной (маршрут № 9), либо до Больницы № 1 (маршруты № 11 и № 5). Контактная сеть демонтирована.
- Силикатный завод. Кольцо использовалось первоначально маршрутом № 5 до его закрытия в 1993—1994 годах, а позднее маршрутом № 95 во время ремонта путепровода по улице Литейной. Контактная сеть демонтирована.
- Курган Бессмертия. Первоначально использовалось маршрутами № 4 и № 10. Закрыта 20 августа 2012 года, контактная сеть демонтирована.
- Бежицкий рынок. Кольцо со стороны ул. III Интернационала использовалось маршрутом № 10. После строительства линии по ул. Ульянова на участке от ул. Куйбышева до Бежицкого рынка потеряло смысл и впоследствии было разобрано. Как конечная станция перестала использоваться с закрытием маршрута № 10, контактная сеть конечной станции полностью сохранена, используется только часть проходящими троллейбусами в сторону Универмага.
- ДШИ им. Николаевой (ранее — Больница № 1). Как конечная маршрута № 11 закрыта 7 октября 2018 года в связи с его продлением до 10-го микрорайона, после его продления стала линейной станцией маршрута № 11.
- Дружба. С момента создания в 1971 году и до 2018 года являлась конечной для троллейбусов № 7, 9, 12 (до 2009 года). Оборудована диспетчерским пунктом.
- Стальзавод. Долгое время была конечной маршрута № 3. Площадка для отстоя троллейбусов фактически отсутствует, как и площадка для высадки пассажиров, закрыта в мае 2022 года.
- Центральный рынок (без кольца). Сохранена разводка контактной сети с возможностью отстоя машин, до 2016 года на конечной имелась диспетчерская. В мае-июне 2021 года, на период ремонтных работ на ул. Объездной, являлась линейной станцией на маршруте № 15 в связи с его продлением. В настоящее время используется учебными троллейбусами.
- Набережная. Закрыта 1 января 2024 года в связи с продлением маршрута № 2, контактная сеть сохранена.